# Ángel Andreo
Ángel Luis Andreo Gabán (Madrid, 3 de dezembro de 1972) é um ex-jogador de polo aquático espanhol, campeão olímpico.

## Carreira
Ángel Andreo fez parte da geração de ouro do polo aquático espanhol, que conquistou o ouro em Atlanta, 1996.